# Gmina związkowa Puderbach
Gmina związkowa Puderbach (niem. Verbandsgemeinde Puderbach) – gmina związkowa w Niemczech, w kraju związkowym Nadrenia-Palatynat, w powiecie Neuwied. Siedziba gminy związkowej znajduje się w miejscowości Puderbach. Powierzchnia gminy wynosi 95,67 km², liczba ludności 14 738 (31 grudnia 2009). Powstała dnia 1 stycznia 1968, w trakcie reformy samorządowej.

## Podział administracyjny
Gmina związkowa zrzesza 16 gmin wiejskich:
1. Dernbach
2. Döttesfeld
3. Dürrholz
4. Hanroth
5. Harschbach
6. Linkenbach
7. Niederhofen
8. Niederwambach
9. Oberdreis
10. Puderbach
11. Ratzert
12. Raubach
13. Rodenbach bei Puderbach
14. Steimel
15. Urbach
16. Woldert